# Hyphaenia
Hyphaenia is een geslacht van kevers uit de familie bladkevers (Chrysomelidae).
De wetenschappelijke naam van het geslacht werd in 1865 gepubliceerd door Joseph Sugar Baly.

## Soorten
- Hyphaenia abdominalis Kimoto, 1989
- Hyphaenia aenea (Laboissiere, 1936)
- Hyphaenia africana Laboissiere, 1921
- Hyphaenia antennalis Kimoto, 1989
- Hyphaenia apicalis Takizawa, 1988
- Hyphaenia azlani Mohamedsaid, 1998
- Hyphaenia bicolor Medvedev, 2001
- Hyphaenia clypealis Medvedev, 2001
- Hyphaenia convexicollis Medvedev & Sprecher-Uebersax, 1997
- Hyphaenia cyanescens (Laboissiere, 1936)
- Hyphaenia elongata Kimoto, 1989
- Hyphaenia flavofemoratus (Motschulsky, 1866)
- Hyphaenia frontalis Kimoto, 1989
- Hyphaenia fulva Kimoto, 1989
- Hyphaenia keralensis Medvedev, 2001
- Hyphaenia kimotoi Medvedev, 2001
- Hyphaenia maculata Kimoto, 1989
- Hyphaenia mandibularis Medvedev, 2001
- Hyphaenia medvedevi Lopatin, 2006
- Hyphaenia minor Kimoto, 1989
- Hyphaenia nigricornis Kimoto, 1989
- Hyphaenia nigrilabris Medvedev, 2001
- Hyphaenia nitidissima Medvedev, 2001
- Hyphaenia obscuripennis (Jacoby, 1896)
- Hyphaenia oculata Mohamedsaid, 1999
- Hyphaenia otakei Kimoto, 2003
- Hyphaenia pallida Medvedev, 2001
- Hyphaenia pectoralis Mohamedsaid, 1999
- Hyphaenia pilicornis (Motschulsky, 1858)
- Hyphaenia rahmani Mohamedsaid, 1999
- Hyphaenia rubra Medvedev, 2001
- Hyphaenia rugosa Mohamedsaid, 1999
- Hyphaenia sericeus (Motschulsky, 1866)
- Hyphaenia shapaensis Medvedev, 2000
- Hyphaenia submetallica Jacoby, 1892
- Hyphaenia tristis Medvedev, 2001
- Hyphaenia virdimarginella (Motschulsky, 1866)
- Hyphaenia yasudai Takizawa, 1985